# Pompa funebre
L’impresa di pompe funebri, detta più semplicemente pompe funebri o onoranze funebri, o anche agenzia funebre, è un'impresa dotata di apposita licenza, che si occupa dell'organizzazione globale del rito funebre.

## Etimologia
L'origine del termine pompa è latina ed il suo significato originario è quello di solenne processione, apparato celebrativo. “Pompa funebre” è quindi sinonimo di funerale.

## Attività
Si occupa inoltre di servizi quali la tanatoprassi, la vendita di prodotti funerari come cofani funebri o urne funerarie, il disbrigo delle pratiche burocratiche e cimiteriali, i trasporti nazionali ed internazionali, la fornitura di fiori e composizioni floreali ed arte sacra.